# Список титулів Кім Чен Іра

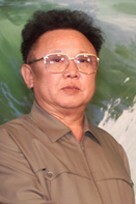
Кім Чен Ір

У Північній Кореї прийнято вживати певні титули перед ім'ям Кім Чен Іра (керівника країни з 1994 року, голови ДКО КНДР та генерального секретаря ЦК ТПК). Ім'я вождя при цьому виділяється особливим шрифтом — більшим чи жирним. Виглядає це так: «Великий керівник товариш Кім Чен Ір вказував <...>».
Титули розробляються в ЦК ТПК і вони варіюються у залежності від політичної ситуації.
Аналогічна ситуація існувала і в роки правління Кім Ір Сена, батька Кім Чен Іра, який очолював КНДР у 1948—1994 роках.
Деякі вчені робили спроби зібрати повний список титулів лідерів КНДР. Нижче наведено список титулів Кім Чен Іра.

## Список
| Корейською                                                | Українською                                                                          | Примітки |
| --------------------------------------------------------- | ------------------------------------------------------------------------------------ | --- |
| 당중앙                                                    | Центр партії                                                                         | Перший титул Кіма. Вживався з 1973 року після таємного призначення Кім Чен Іра наступником батька до офіційного оголошення про це, для того, щоб дати зрозуміти високопоставленим читачам партійної преси про кого йде мова, не називаючи Кіма на ім'я. |
| 웃분                                                      | Найвищий                                                                             | Титул вживається з 1970-х років. |
| 친애하는 지도자                                           | Улюблений Керівник                                                                   | Найуживаніший титул Кіма за життя батька. |
| 존경하는 지도자                                           | Шанований Керівник                                                                   | Використовується з середини 1970-х років. |
| 현명한 지도자                                             | Мудрий Керівник                                                                      | Використовується з середини 1970-х років. |
| 영명하신 지도자                                           | Блискучий Керівник                                                                   | Використовується з середини 1970-х років. |
| 유일한 지도자                                             | Єдиний Керівник                                                                      | Використовується з червня 1975 року. |
| 령도자가 갖추어야 할 풍모를 완벽하게 지닌 친애하는 지도자 | Улюблений Керівник, який повністю втілює прекрасний лик, яким повинен володіти лідер | Використовується з середини 1980-х років в урочистих випадках. |
| 최고사령관                                                | Верховний головнокомандувач                                                          | Вперше згадується у середині 1980-х до офіційного вступу на посаду. |
| 위대한 령도자                                             | Великий Керівник                                                                     | Найвживаніший титул Кіма після смерті батька. Став використовуватися після офіційного призначення Кім Чен Іра наступником. |
| 인민의 아버지                                             | Батько народу                                                                        | Використовується з лютого 1986 року. |
| 공산주의 미래의 태양                                      | Сонце комуністичного майбутнього                                                     | Використовується з середини 1980-х років. |
| 백두광명성                                                | Яскрава зірка Пектусану                                                              | Використовується з середини 1980-х років. |
| 향도의 해발                                               | Той, що спрямовує сонячний промінь                                                   | Використовується з середини 1980-х років. |
| 혁명무력의 수위                                           | Глава революційних збройних сил                                                      | Використовується після вступу Кім Чен Іра на посаду Верховного головнокомандувача КНА 21 грудня 1991 року. |
| 조국통일의 구성                                           | Запорука об'єднання Батьківщини                                                      | Використовується після вступу Кім Чен Іра на посаду Верховного головнокомандувача КНА 21 грудня 1991 року. |
| 조국 통일의 상징                                          | Символ об'єднання Батьківщини                                                        | Використовується після вступу Кім Чен Іра на посаду Верховного головнокомандувача КНА 21 грудня 1991 року. |
| 민족의 운명                                               | Доля нації                                                                           | Використовується після вступу Кім Чен Іра на посаду Верховного головнокомандувача КНА 21 грудня 1991 року. |
| 자애로운 아버지                                           | Ніжно улюблений батько                                                               | Використовується після вступу Кім Чен Іра на посаду Верховного головнокомандувача КНА 21 грудня 1991 року. |
| 당과 국가와 군대의 수위                                   | Глава партії, країни та армії                                                        | Використовується після вступу Кім Чен Іра на посаду Верховного головнокомандувача КНА 21 грудня 1991 року. |
| 수령                                                      | Вождь                                                                                | В основному використовується після смерті Кім Ір Сена. Кім Чен Іра вперше назвали Вождем у 1985 році. |
| 장군                                                      | Полководець                                                                          | Використовується після смерті Кім Ір Сена. Один з найуживаніших титулів. |
| 우리당과 우리 인민의 위대한 령도자                        | Великий Керманич нашої партії та нашого народу                                       | Використовується після смерті Кім Ір Сена. |
| 위대한 장군님                                             | Великий Полководець                                                                  | Використовується після смерті Кім Ір Сена. |
| 경애하는 장군님                                           | Любимий та шанований Полководець                                                     | Використовується після смерті Кім Ір Сена. |
| 위대한 수령                                               | Великий Вождь                                                                        | За життя Кім Ір Сена використовувався тільки по відношенню до нього . |
| 경애하는 수령                                             | Любимий та шанований Вождь                                                           | За життя Кім Ір Сена використовувався тільки по відношенню до нього . |
| 백전백승의 강철의 령장                                    | Залізний всепереможний Полководець                                                   | Використовується з 1997 року після закінчення трирічної жалоби за Кім Ір Сеном. |
| 사회주의 태양                                             | Сонце соціалізму                                                                     | Використовується з 1997 року після закінчення трирічної жалоби за Кім Ір Сеном. |
| 민족의 태양                                               | Сонце нації                                                                          | Використовується з 1997 року після закінчення трирічної жалоби за Кім Ір Сеном. |
| 삶의 태양                                                 | Сонце життя                                                                          | Використовується з 1997 року після закінчення трирічної жалоби за Кім Ір Сеном. |
| 민족의 위대한 태양                                        | Велике сонце нації                                                                   | Використовується з 1999 року після прийняття у 1998 році нової Конституції КНДР. |
| 민족의 어버이                                             | Батько нації                                                                         | Використовується з 1999 року після прийняття у 1998 році нової Конституції КНДР. |
| 21세기의 세계 수령                                        | Світовий Вождь XXI століття                                                          | Використовується з 2000 року. |
| 불세출의 령도자                                           | Незрівнянний Керівник                                                                | Використовується з 2000 року. |
| 21세기 차란한 태양                                        | Яскраве сонце XXI століття                                                           | Використовується з 2000 року. |
| 21세기 위대한 태양                                        | Велике сонце XXI століття                                                            | Використовується з 2000 року. |
| 21세기 향도자                                             | Вождь XXI століття                                                                   | Використовується з 2000 року. |
| 희세의 정치가                                             | Дивовижний політик                                                                   | Використовується з 2000 року. |
| 천출위인                                                  | Велика людина, що зійшла з небес                                                     | Використовується з 2000 року. |
| 천출명장                                                  | Прославлений Полководець, що зійшов з небес                                          | Використовується з 2000 року. |
| 민족의 최고영수                                           | Головний Вождь нації                                                                 | Використовується з 2000 року. |
| 주체의 찬란한 태양                                        | Яскраве сонце чучхе                                                                  | Використовується з 2000 року. |
| 당과 인민의 수령                                          | Вождь партії та народу                                                               | |
| 위대한 원수님                                             | Великий маршал                                                                       | |
| 무적필승의 장군                                           | Невразливий всепереможний Полководець                                                | |
| 경애하는 아버지                                           | Любимий та шанований батько                                                          | |
| 21세기의 향도성                                           | Дороговказна зірка XXI століття                                                      | |
| 실천가형의 위인                                           | Велика людина та справжній старший брат                                              | |
| 위대한 수호자                                             | Великий захисник                                                                     | |
| 구원자                                                    | Рятівник                                                                             | |
| 혁명의 수뇌부                                             | Керівник революції                                                                   | |
| 혁명적 동지애의 최고화신                                  | Вище уособлення революційної товариської дружби                                      | |
| 각하                                                      | Його високопревосходительство                                                        | |